# Новинка (Климовське сільське поселення)
Новинка (рос. Новинка) — присілок Бокситогорського району Ленінградської області Росії. Входить до складу Климовського сільського поселення.
Населення — 13 осіб (2012 рік). 